# Objection Overruled
Objection Overruled je deváté studiové album německé heavymetalové skupiny Accept. Vydáno bylo v roce 1993 a jeho producenty byli členové skupiny. Nahráno bylo ve studiu producenta Dietera Dierkse ve Stommelnu. V německé hitparádě se umístilo na sedmnácté příčce. Jde o první desku kapely od roku 1986, kdy vyšlo album Russian Roulette, na níž zpívá Udo Dirkschneider.

## Seznam skladeb
Autory všech skladeb jsou Accept a Deaffy
1. „Objection Overruled“ – 3:38
2. „I Don't Wanna Be Like You“ – 4:19
3. „Protectors of Terror“ – 4:03
4. „Slaves to Metal“ – 4:37
5. „All or Nothing“ – 4:32
6. „Bulletproof“ – 5:05
7. „Amamos la Vida“ – 4:39
8. „Sick, Dirty and Mean“ – 4:33
9. „Donation“ – 4:48
10. „Just by My Own“ – 3:29
11. „This One's for You“ – 4:10
12. „Rich & Famous“ (bonus na japonském vydání) - 3:10

## Obsazení
- Udo Dirkschneider – zpěv
- Wolf Hoffmann – kytara
- Peter Baltes – baskytara
- Stefan Kaufmann – bicí